# دهستان خورمیز
خورمیز دهستانی است از توابع بخش مرکزی شهرستان مهریز در استان یزد ایران.
این روستا از دو بخش خورمیز سفلی و خورمیز علیا و تشکیل شده است.

## واژه شناسی
بنظر می رسد واژه ی خورمیز معرّب و تغییریافته ی حورمیز و یا هورمیز باشد و در نهایت به هورمزد یا اهورامزدا خدای خوبیها در آیین زرتشت برمی گردد. ضمنا واژه ی هرمز هم از همین ریشه مشتق شده است(هورمزد).
برخی نیز خورمیز را معرب کلمه هرمز، پسر انوشیروان ساسانی بنیان گذار این دهستان میدانند

## جمعیت
براساس سرشماری سال ۱۳۸۵ جمعیت آن ۷٬۷۸۴ نفر (۲٬۱۰۲ خانوار) بوده‌است.

## تاریخچه
بنا به روایتِ تاریخ، این روستا در روزگار فرمانروایی انوشیروان ساسانی به دست پسر او، هرمز شاه، بنا شده است.
در کتاب تاریخ یزد به چگونگی پیدایش خورمیز اشارت داشته و این‌گونه نقل می‌کند:
«که انوشیروان را دختر خاقان ترک، پسر و دختری به وجود آمد که پسر را هرمز و دختر را مهرنگار نامید و یزد را به مهرنگار بخشید.
ازاین‌رو مهرنگار معماران و مقنّیانِ چند به یزد فرستاد دستور اجرای قنوات و احداث دهاتی به نام خودش و برادرش هرمز داد.
گویند هرمز را بسیار دوست می‌داشت؛ چه او یگانه یادگاری بود از مادرش خاقان، عملاً معماران و مقنیان، نخست کاریز مهریز را احداث کردند و قریه خودش طرحی در مجرای آن ساختند به نام خودش مهرگرد مشهور شد.
آنگاه قنات و قریه‌ای دیگر در یک‌فرسخی آنجا احداث کرد به نام هرمز (هرمیز) نامیدند و در تعریفات بعدی خورمیز نامیده شد...

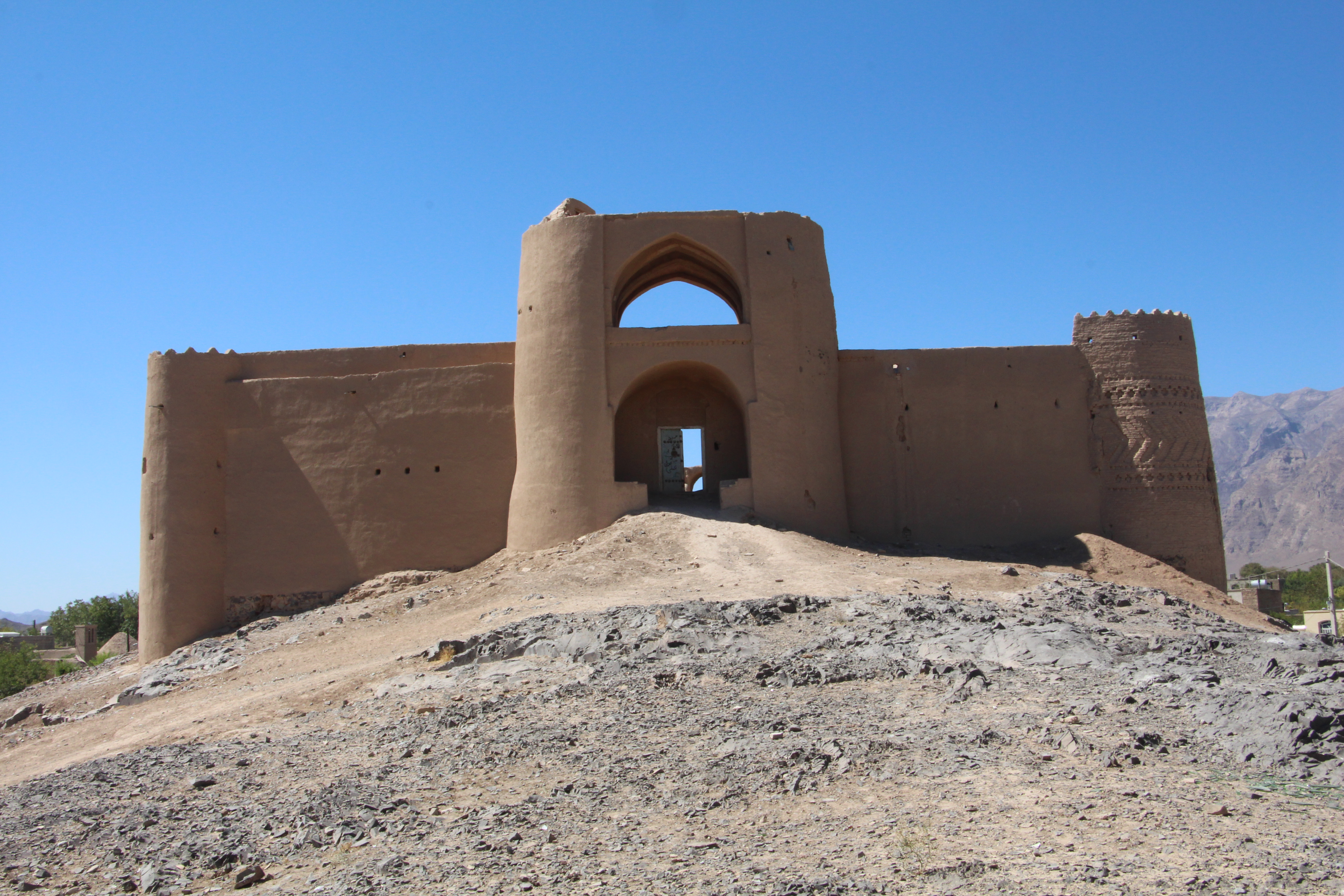

و هرمز در آنجا قلعه‌ای  ساخت و قناتی جاری کرد که هنوز قلعهٔ آن وجود دارد.
در مورد شکل‌گیری مجموعه‌بناهای تاریخی خورمیز مستندات تاریخی نشان‌دهندهٔ قدمت خورمیز بیش از ۱۵۰۰ سال است که به مرور زمان به شکل امروزی درآمده است.